# Vithuvad lira
Vithuvad lira (Calonectris leucomelas) är en fågel i familjen liror inom ordningen stormfåglar som förekommer i västra Stilla havet.

## Utseende
Vithuvad lira är en stor och ljus lira med en kroppslängd på 48 centimeter. Den kännetecknas av vit undersida, vita täckare på vingundersidan samt vit huvud med varierande streckning. Näbben är ljus med mörk spets. Liksom de andra arterna i släktet flyger den lojt för att vara en lira, nästan måslikt och med vingarna vinklade vid vingknogen.

## Utbredning och systematik
Fågeln häckar på öar och utmed kusten i Japan samt på öar utanför Kina, Nordkorea och Sydkorea, men även i sydöstra Ryssland. Utanför häckningssäsongen lever den pelagiskt och förekommer då ända till södra Stilla havet, till kustområden utanför Vietnam, Nya Guinea, Filippinerna och Australien. Arten har tillfälligt påträffats i USA samt i Indiska oceanen med fynd i Indien, Sri Lanka, Maldiverna, Oman, Israel och Jordanien.

## Levnadssätt
Vithuvad lira kan ses ute till havs, men också närmare land. Den livnär sig av fisk och bläckfisk som den plockar från ytan eller genom grunda dyk. Den beblandar sig med andra havsfåglar och följer gärna fartyg. Häckningen inleds i mars i kolonier, i bohålor på skogskullar.

## Status och hot
Arten verkar minska i antal till följd av invasiva predativa djur på fågelns häckningsplatser, främst råttor och katter, men också på grund av störningar från människan och bifångst vid fiske. Eftersom den nästan uppfyller internationella naturvårdsunionen IUCN:s kriterier för att vara hotad placeras den i hotkategorin nära hotad (NT). Den är dock fortfarande en vanlig och talrik art. Världspopulationen uppskattades 2004 till cirka tre miljoner individer.

## Namn
Fågeln har på svenska även kallats vitmaskad lira.